# 三上雄石
三上 雄石（みかみ ゆうせき）は、聯珠（連珠）第二世永世名人。本名は、三上 義太郎（よしたろう）。
自由民権運動 に活躍すると共に、聖書を日本で最初に和訳するなど、出版事業にも成果をあげた 三上七十郎（しちじゅうろう）は叔父（父の実弟）にあたる。

## 概要
明治11年（1878年）11月8日、埼玉県志木町に生まれる。
上京し、芝区にて呉服商や麦商を営む中、同町内の将棋と聯珠の大家である井上義雄と知り合い、師事して聯珠の研究に身を委ね、各所の競技会で好成績を収めて「鬼三上」の綽名を取る。
雄石という号は井上義雄が自らの「雄」一文字を入れて贈ったとされる
。
髙橋清致、高山互楽らが東京聯珠社を起し、同社が聯珠段位を与えることとなったときに、四段を授かる。
高橋清致の聯珠界引退（明治42年12月）後の明治43年1月、東京聯珠社の社長が高山互楽となると主席理事に就任し、本業の麦商を廃業して、斯道に尽力する。
高山互楽の後援によって、磐井楽在、小日向梅軒らと共に斯界唯一の雑誌『聯珠新報』を発行し、数万人の読者を得る。
明治43年6月の段位規定づくりに励むと共に、関西遠征（明治44年1月）による、その後の段位規定の改正（明治44年9月）、競技規定など、連珠界の基盤づくり・全国統一に貢献した。
明治45年に専門連珠家となってより、精力的に著作活動を進めて多くの著作物を残す（著書の項を参照）。またその後、聯珠図書出版会を設立し、連珠の普及にさらに努めると共に、その技術を後世に伝えることに貢献した。
大正7年（1918年）10月27日、東京聯珠社の楼上で、聯珠の手合の審判を務めている最中に突如、手合を写し取る珠印を握ったまま倒れ、その日の内に自宅にて息を引き取った。
当時は父・母・妻・長男（13歳）・次男（4歳）・長女（17歳）・次女（9歳）を残したのであるが、平成の時代になって、そのいずれもがもうこの世にはいない。
現在は故郷の埼玉県志木市にある菩提寺に、先祖や親族とともに眠っている。

## 経歴
明治11年（1878年）11月8日、廻漕問屋、呉服商を営み、町会議員も務めた父、八十八（やそはち）と、母、くにの長男として埼玉県北足立郡志木町に生まれる。曽祖父は、廻漕問屋を営んでいた七郎右衛門。祖先には、引又初代名主の又兵衛がいる。
明治36年（1903年）10月、上京して芝新堀町にて呉服商（父の稼業）、その後、芝中門前町にて麦商を営む。。

明治39年（1906年）、この年あたりから本格的に連珠に取り組みはじめ、高山互楽とも交流があった。
「不肖菲才を顧みず斯界に身を投じて茲（ここ）に七年未だ充分なる結果を・・・大正二年（1913年）九月」 
「明治39年頃私が斜引の打ち方を研究して大天狗になり・・・高山先生に手酷くやられた・・」 

明治39年（1906年）、師事していた井上義雄と共に芝会に属して、東京聯珠社の本社と対抗競技をする。
「芝に井上義雄、三上雄石・・・浅草に小林敬二、朝田又甫・・・本所に川村徳行等の諸氏、本社と対抗競技をなし・・・」 
明治41年（1908年）、東京聯珠社の第一回段位授与式が行われ、四段を授かる  。
明治42年（1909年）11月、五段に昇段。（『聯珠新報』第一号）
明治43年（1910年）1月、東京聯珠社の理事に就く。
明治43年（1910年）1月、小日向梅軒、磐井楽在と共に、東京聯珠社の機関雑誌として『聯珠新報』を創刊する 。
明治43年（1910年）1月、『聯珠新報』第一号に「斜引必勝之定石」を掲載。以降、「斜引必勝法」として同誌に連載する。
明治44年（1911年）1月23日、大阪浪花倶楽部で、白井喜友の審判の下、山本利八派の巨星と対戦し、これを連破する。この遠征の結果、山本派七段を聯珠社の四段格とする等、全国統一への大きな効果を収めた（戦歴の項を参照）。
明治44年（1911年）2月、「関西遊記」を掲載（『聯珠新報』第十四号）。
明治44年（1911年）6月、六段に昇段（『聯珠新報』第十九号）。
明治44年（1911年）11月、「関西行手帳日記」を掲載。（『聯珠新報』第二十四号）
明治45年（1912年）、専門連珠家となる 。
明治45年（1912年）3月、『聯珠絹篩』（浅井九石と共著）を非売品として会員に配布（『聯珠新報』第二十八号、p21）。後に出版。
大正2年（1913年）6月、『聯珠の栞』を校閲並びに序（浅野珠堂 著、大野万歳館）/　→ 国立国会図書館デジタルコレクション
大正2年（1913年）9月、『聯珠雑録』を上梓。
大正3年（1914年）2月、『聯珠虎之巻 第1編』を上梓。
大正3年（1914年）4月1日、聯珠図書出版会を設立し、その責任代表者となる 。
大正3年（1914年）4月、『七桂組立法 第1編 峡月之巻』を上梓。
大正3年（1914年）11月、『聯珠案内』を上梓（大正5年6月に再版）。
大正4年（1915年）、『先手必勝聯珠五二聯』を上梓。
大正5年（1916年）、『聯珠斜引先手必勝法』を上梓。
大正5年（1916年）4月、『七桂組立法 第5編 山月之部』を上梓（大正10年2月に再版）。
大正5年（1916年）6月、『七桂組立法 第6編 新月之部』を上梓（大正8年3月に再版）。
大正5年（1916年）8月、『七桂組立法 第7編 残月之部』を上梓（大正10年2月に再版）。
大正5年（1916年）12月、『先手必勝斜引外伝 釘折の巻』を上梓。
大正6年（1917年）、『聯珠絹篩』（浅井九石と共著）を上梓。
大正7年（1918年）7月1日、八段を授かる 。
大正7年（1918年）10月27日
- 午後四時頃、聯珠新報社本社にて、対局の審判をしているときに倒れて昏睡状態になる。
- 午後八時頃、赤坂区青山高樹町十二番地の自宅にて逝去。死因は脳溢血。
- 夫人への「血管が破裂したようだ」が最後の言葉となった。

大正7年（1918年）10月29日、通夜。柩の前で夜を明して連珠を打つ。
「浅井、小野澤、佐藤、小日向、高木、田島、亀田、荒田、朝田、内田の諸友は柩前に夜を明し連珠を打つ・・・」
大正7年（1918年）10月30日、午前9時に高樹町の自宅を出棺し、麻布笄町大安寺にて葬儀が行われる　。
大正7年（1918年）11月17日、正午より「三上雄石追善聯珠会」が大安寺にて催される。
大正7年（1918年）12月1日、三上雄石への追悼記事が種々発表される。
- 「三上八段終焉記」,荒田吾耕
- 「三上先生臨終の前後」,山下部放朧
- 「雄石、更石の対局奮譜」,内田更石
- 「因縁と不思議」,浅井九石
- 「三上八段最後の対局並に其評」、など

大正8年（1919年）11月9日、東京聯珠社主催の一周忌追善聯珠会にて名人位を追贈される。

## 戦歴
| 対局日                    | 先手                       | 後手                       | 備考               |
| ------------------------- | -------------------------- | -------------------------- | ------------------ |
| 明治44年（1911年）1月23日 | (勝) 五段 三上雄石         | (負) 山本派六段 武田權次郎 | 山本利八派との対戦 |
| 明治44年（1911年）1月23日 | (負) 山本派六段 武田權次郎 | (勝) 五段 三上雄石         | 山本利八派との対戦 |
| 明治44年（1911年）1月23日 | (勝) 五段 三上雄石         | (負) 山本派五段 小林豪溥   | 山本利八派との対戦 |
| 明治44年（1911年）1月23日 | (負) 山本派五段 小林豪溥   | (勝) 五段 三上雄石         | 山本利八派との対戦 |
| 明治44年（1911年）1月23日 | (勝) 五段 三上雄石         | (負) 山本派五段 加藤富吉   | 山本利八派との対戦 |
| 明治44年（1911年）1月23日 | (負) 山本派五段 加藤富吉   | (勝) 五段 三上雄石         | 山本利八派との対戦 |
| 明治44年（1911年）1月23日 | (勝) 山本派四段 高橋 秀    | (負) 五段 三上雄石         | 山本利八派との対戦 |
| 明治44年（1911年）1月23日 | (勝) 山本派四段 竹下元吉   | (負) 五段 三上雄石         | 山本利八派との対戦 |

## 著書
- 『聯珠雑録』, 聯珠新報社, 大正2年(1913年) [注釈 1] /　→ 国立国会図書館サーチ
- 『聯珠虎之巻 第1編』, 聯珠新報社, 大正3年(1914年) [注釈 1] /　→ 国立国会図書館サーチ
- 『七桂組立法 第1編 峡月之巻』, 聯珠図書出版会, 大正3年(1914年) [注釈 1] /　→ 国立国会図書館サーチ
- 『聯珠案内』, 聯珠新報社, 大正3年(1914年) [注釈 1] /　→ 国立国会図書館サーチ
- 『先手必勝聯珠五二聯』, 大野万歳館, 大正4年(1915年) [注釈 1] /　→ 国立国会図書館サーチ
- 『聯珠斜引先手必勝法』, 大野万歳館, 大正5年(1916年) [注釈 1] /　→ 国立国会図書館サーチ
- 『七桂組立法 第5編 山月之部』, 聯珠新報社, 大正5年(1916年) [注釈 1] /　→ 国立国会図書館サーチ
- 『七桂組立法 第6編 新月之部』, 聯珠新報社, 大正5年(1916年) [注釈 1] /　→ 国立国会図書館サーチ
- 『七桂組立法 第7編 残月之部』, 聯珠図書出版会, 大正5年(1916年) [注釈 1] /　→ 国立国会図書館サーチ
- 『先手必勝斜引外伝 : 釘折の巻』, 聯珠図書出版会, 大正5年(1916年) [注釈 1] /　→ 国立国会図書館サーチ
- 『聯珠絹篩』（浅井九石と共著）, 聯珠新報社, 大正6年(1917年) [注釈 1] /　→ 国立国会図書館サーチ
- 『篏手百番 竹之卷』, 出版社不明, 出版年月不明 [注釈 1] /　→ 国立国会図書館サーチ
- 『篏手百番 梅之卷』, 出版社不明, 出版年月不明 [注釈 1] /　→ 国立国会図書館サーチ
- 『篏手百番 鶴之卷』, 出版社不明, 出版年月不明 [注釈 1] /　→ 国立国会図書館サーチ
- 『七桂大観』第1-7巻, 出版社不明, 出版年月不明 [注釈 1] /　→ 国立国会図書館サーチ
- 『聯珠随録』, 聯珠新報社, 出版年月不明　（上記の『聯珠案内』初版のp172にその概要が紹介されている。）